# Prima Categoria Lazio 1959-1960
Il campionato di calcio di Prima Categoria 1959-1960 è stato il massimo campionato italiano a carattere regionale, e fu il primo campionato dilettantistico con questo nome dopo la riforma voluta da Zauli del 1958.
Il nuovo regolamento prevedeva la promozione in Serie D dei diciotto campioni regionali, mentre ogni Comitato decideva le proprie retrocessioni, in modo da dar spazio alle vincitrici dei campionati provinciali di Seconda Categoria.
Questi sono i gironi organizzati dal Comitato Regionale Laziale per la regione Lazio.

## Girone A

### Squadre partecipanti
| Club                                          | Città              | Stagione precedente                                    |
| --------------------------------------------- | ------------------ | ------------------------------------------------------ |
| Anzio                                         | Anzio (RM)         | 7º posto nel girone B del Campionato Dilettanti Lazio  |
| Astrea                                        | Roma               | 1º posto nella Seconda Categoria laziale               |
| Civitavecchiese                               | Civitavecchia (RM) | 14º posto nel Campionato Interregionale                |
| C.R.A.L. Az. Autovox                          | Roma               | ?                                                      |
| C.R.A.L. Az.Agr. Maccarese                    | Maccarese (RM)     | ?                                                      |
| A.C. C.R.A.L. Direzione Lavori Genio Militare | Roma               | ?                                                      |
| F.B.C. Ennio Mancini                          | Civitavecchia (RM) | 3º posto nel girone A del Campionato Dilettanti Lazio  |
| G.S. Fiumicino                                | Fiumicino (RM)     | 7º posto nel girone A del Campionato Dilettanti Lazio  |
| A.S. Nettuno                                  | Nettuno (RM)       | 9º posto nel girone B del Campionato Dilettanti Lazio  |
| Ostia Mare                                    | Ostia (RM)         | 17º posto nel girone A del Campionato Dilettanti Lazio |
| A.S. Quarticciolo                             | Roma               | 5º posto nel girone B del Campionato Dilettanti Lazio  |
| A.S. Torre in Pietra                          | Roma               | ?                                                      |
| Pol. Rinascita Acilia                         | Acilia (RM)        | ?                                                      |
| S.S. San Lorenzo                              | Roma               | ?                                                      |

### Classifica finale
|  | Pos. | Squadra                | Pt | G  | V  | N  | P  | GF | GS |
|  | ---- | ---------------------- | -- | -- | -- | -- | -- | -- | -- |
|  | 1.   | Civitavecchiese        | 37 | 26 | 15 | 7  | 4  | 47 | 21 |
|  | 2.   | Anzio                  | 36 | 26 | 14 | 8  | 4  | 42 | 18 |
|  | 3.   | Autovox                | 32 | 26 | 12 | 8  | 6  | 35 | 25 |
|  | 4.   | Nettuno                | 30 | 26 | 12 | 6  | 8  | 40 | 27 |
|  | 5.   | Ostia Mare             | 28 | 25 | 10 | 8  | 7  | 29 | 24 |
|  | 5.   | Astrea                 | 28 | 25 | 8  | 12 | 5  | 25 | 24 |
|  | 5.   | Ennio Mancini          | 28 | 26 | 10 | 8  | 8  | 23 | 22 |
|  | 8.   | Fiumicino              | 26 | 26 | 9  | 8  | 9  | 33 | 30 |
|  | 9.   | Maccarese              | 25 | 26 | 10 | 5  | 11 | 34 | 35 |
|  | 10.  | Torre in Pietra        | 22 | 26 | 9  | 4  | 13 | 31 | 32 |
|  | 11.  | Quarticciolo           | 21 | 26 | 6  | 9  | 11 | 16 | 29 |
|  | 12.  | San Lorenzo Roma       | 19 | 26 | 4  | 11 | 11 | 19 | 29 |
|  | 13.  | Rinascita Acilia (-1)  | 18 | 26 | 5  | 9  | 12 | 27 | 49 |
|  | 14.  | Dir.Lav.Genio Militare | 11 | 26 | 4  | 3  | 19 | 20 | 60 |

Legenda:
      Ammessa alle finali regionali.
      Retrocessa in Seconda Categoria Lazio 1960-1961.
Regolamento:
Due punti a vittoria, uno a pareggio, zero a sconfitta.
Note:
La Pol. Rinascita ha scontato 1 punto di penalizzazione.

## Girone B

### Squadre partecipanti
| Club                  | Città                   | Stagione precedente                                    |
| --------------------- | ----------------------- | ------------------------------------------------------ |
| Albatrastevere        | Roma                    | 13º posto nel girone B del Campionato Dilettanti Lazio |
| S.S. Artiglio         | Roma                    | 6º posto nel girone B del Campionato Dilettanti Lazio  |
| A.S. Bettini Quadraro | Roma                    | ?                                                      |
| A.S. Bracciano        | Bracciano (RM)          | 7º posto nel girone A del Campionato Dilettanti Lazio  |
| A.S. Campagnano       | Campagnano di Roma (RM) | ?                                                      |
| A.S. Fortitudo        | Roma                    | ?                                                      |
| S.S. Humanitas        | Roma                    | 9º posto nel girone B del Campionato Dilettanti Lazio  |
| G.S. INA-Casa         | Roma                    | ?                                                      |
| A.S. Montefiascone    | Montefiascone (VT)      | ?                                                      |
| Monterotondo          | Monterotondo (RM)       | ?                                                      |
| G.S. O.M.I.           | Roma                    | 3º posto nel girone B del Campionato Dilettanti Lazio  |
| A.S. Passo Corese     | Passo Corese (RI)       | ?                                                      |
| STEFER Roma           | Roma                    | 6º posto nel girone A del Campionato Dilettanti Lazio  |
| Viterbese             | Viterbo                 | 11º posto nel girone A del Campionato Dilettanti Lazio |

### Classifica finale
|  | Pos. | Squadra          | Pt | G  | V  | N  | P  | GF | GS |
|  | ---- | ---------------- | -- | -- | -- | -- | -- | -- | -- |
|  | 1.   | STEFER Roma      | 40 | 26 | 16 | 8  | 2  | 42 | 19 |
|  | 2.   | Passo Corese     | 37 | 26 | 16 | 5  | 5  | 54 | 28 |
|  | 3.   | O.M.I.           | 34 | 26 | 13 | 8  | 5  | 51 | 24 |
|  | 4.   | Viterbese        | 33 | 26 | 13 | 7  | 6  | 49 | 25 |
|  | 5.   | Bracciano        | 32 | 26 | 14 | 4  | 8  | 51 | 32 |
|  | 6.   | Artiglio         | 30 | 26 | 13 | 4  | 9  | 54 | 38 |
|  | 7.   | Humanitas        | 29 | 26 | 11 | 7  | 8  | 24 | 18 |
|  | 8.   | Monterotondo     | 25 | 26 | 7  | 11 | 8  | 33 | 37 |
|  | 9.   | INA-Casa         | 20 | 26 | 5  | 10 | 11 | 25 | 35 |
|  | 9.   | Albatrastevere   | 20 | 26 | 7  | 6  | 13 | 28 | 43 |
|  | 9.   | Montefiascone    | 20 | 26 | 7  | 6  | 13 | 39 | 66 |
|  | 12.  | Bettini Quadraro | 19 | 26 | 6  | 7  | 13 | 17 | 29 |
|  | 13.  | Campagnano       | 18 | 26 | 6  | 6  | 14 | 27 | 55 |
|  | 14.  | Fortitudo        | 7  | 26 | 1  | 5  | 20 | 24 | 69 |

Legenda:
      Ammessa alle finali regionali.
      Retrocessa in Seconda Categoria Lazio 1960-1961.
Regolamento:
Due punti a vittoria, uno a pareggio, zero a sconfitta.

## Girone C

### Squadre partecipanti
| Club               | Città                    | Stagione precedente                                    |
| ------------------ | ------------------------ | ------------------------------------------------------ |
| S.S. A.Be.T.E.     | Roma                     | 7º posto nel girone A del Campionato Dilettanti Lazio  |
| G.S. Acicalcio     | Roma                     | 2º posto nel girone B del Campionato Dilettanti Lazio  |
| ALMAS              | Roma                     | 5º posto nel girone A del Campionato Dilettanti Lazio  |
| G.C. A.T.A.C.      | Roma                     | 17º posto nel girone F del Campionato Interregionale   |
| U.S. Flaminio      | Roma                     | ?                                                      |
| A.S. Frascati      | Frascati (RM)            | 12º posto nel girone A del Campionato Dilettanti Lazio |
| U.S. Lauretana     | Guidonia Montecelio (RM) | ?                                                      |
| Pol. Pro Albano    | Albano Laziale (RM)      | ?                                                      |
| A.S. Pro Tivoli    | Tivoli (RM)              | 14º posto nel girone A del Campionato Dilettanti Lazio |
| U.S. Rocca di Papa | Rocca di Papa (RM)       | ?                                                      |
| Tivoli             | Tivoli (RM)              | 1º posto nel girone A del Campionato Dilettanti Lazio  |
| A.S. Vinimarino    | Marino (Italia) (RM)     | ?                                                      |
| S.S. Vivace        | Grottaferrata (RM)       | 3º posto nel girone A del Campionato Dilettanti Lazio  |
| U.S. Volsinio      | Roma                     | ?                                                      |

### Classifica finale
|  | Pos. | Squadra              | Pt | G  | V  | N  | P  | GF | GS |
|  | ---- | -------------------- | -- | -- | -- | -- | -- | -- | -- |
|  | 1.   | A.Be.T.E.            | 44 | 26 | 19 | 6  | 1  | 53 | 22 |
|  | 2.   | ALMAS                | 37 | 26 | 14 | 9  | 3  | 65 | 26 |
|  | 2.   | A.T.A.C.             | 37 | 26 | 16 | 5  | 5  | 57 | 24 |
|  | 2.   | Tivoli               | 37 | 26 | 16 | 5  | 5  | 52 | 25 |
|  | 5.   | Acicalcio            | 36 | 26 | 15 | 6  | 5  | 47 | 23 |
|  | 6.   | Vivace Grottaferrata | 28 | 26 | 10 | 8  | 8  | 42 | 32 |
|  | 7.   | Pro Tivoli           | 23 | 26 | 5  | 13 | 8  | 41 | 47 |
|  | 8.   | Frascati             | 21 | 26 | 8  | 5  | 13 | 43 | 53 |
|  | 9.   | Volsinio             | 20 | 26 | 5  | 10 | 11 | 32 | 40 |
|  | 9.   | Rocca di Papa        | 20 | 26 | 7  | 6  | 13 | 35 | 46 |
|  | 11.  | Flaminio             | 18 | 26 | 5  | 8  | 13 | 23 | 52 |
|  | 12.  | Lauretana            | 17 | 26 | 7  | 3  | 16 | 34 | 26 |
|  | 12.  | Vinimarino           | 17 | 26 | 3  | 11 | 12 | 29 | 56 |
|  | 14.  | Pro Albano           | 9  | 26 | 2  | 5  | 19 | 20 | 69 |

Legenda:
      Ammessa alle finali regionali.
      Retrocessa in Seconda Categoria Lazio 1960-1961.
Regolamento:
Due punti a vittoria, uno a pareggio, zero a sconfitta.

### Spareggio salvezza
|           | Risultato |            | Luogo e data |
| --------- | --------- | ---------- | ------------ |
| Lauretana | ? - ?     | Vinimarino | ? 1959       |
|           |           |            |              |

## Girone D

### Squadre partecipanti
| Club             | Città                | Stagione precedente                                    |
| ---------------- | -------------------- | ------------------------------------------------------ |
| U.S. Terracinese | Terracina (LT)       | 11º posto nel girone B del Campionato Dilettanti Lazio |
| Fondana          | Fondi (LT)           | 14º posto nel girone B del Campionato Dilettanti Lazio |
| Cassino          | Cassino (FR)         | 3º posto nel girone B del Campionato Dilettanti Lazio  |
| Sora             | Sora (FR)            | ? in Prima Divisione                                   |
| Isola Liri       | Isola del Liri (FR)  | 17º posto nel girone B del Campionato Dilettanti Lazio |
| A.C. Atina       | Atina (FR)           | 7º posto nel girone B del Campionato Dilettanti Lazio  |
| Cynthia          | Genzano di Roma (RM) | ?                                                      |
| VJS Velletri     | Velletri (RM)        | ?                                                      |
| Formia           | Formia (LT)          | 11º posto nel girone B del Campionato Dilettanti Lazio |
| Latina           | Latina               | 15º posto nel girone B del Campionato Dilettanti Lazio |
| Gaeta            | Gaeta                | 16º posto nel girone B del Campionato Dilettanti Lazio |
| A.S. Ceprano     | Ceprano (FR)         | ?                                                      |
| A.S. Aquino      | Aquino (FR)          | ?                                                      |
| G.S. Velletri    | Velletri (RM)        | ?                                                      |

### Classifica finale
|  | Pos. | Squadra      | Pt | G  | V  | N | P  | GF | GS |
|  | ---- | ------------ | -- | -- | -- | - | -- | -- | -- |
|  | 1.   | Terracinese  | 37 | 26 | 16 | 5 | 5  | 53 | 31 |
|  | 2.   | Fondana      | 36 | 26 | 16 | 4 | 6  | 63 | 30 |
|  | 3.   | Cassino      | 35 | 26 | 15 | 5 | 6  | 49 | 16 |
|  | 3.   | Sora         | 35 | 26 | 17 | 1 | 8  | 52 | 28 |
|  | 3.   | Isola Liri   | 35 | 26 | 17 | 1 | 8  | 42 | 27 |
|  | 6.   | Atina        | 29 | 26 | 11 | 7 | 8  | 41 | 26 |
|  | 7.   | Cynthia      | 27 | 26 | 10 | 7 | 9  | 47 | 38 |
|  | 8.   | VJS Velletri | 26 | 26 | 11 | 4 | 11 | 31 | 37 |
|  | 8.   | Formia       | 26 | 26 | 10 | 6 | 10 | 40 | 29 |
|  | 10.  | Latina       | 22 | 26 | 9  | 4 | 13 | 26 | 42 |
|  | 11.  | Gaeta        | 20 | 26 | 7  | 6 | 13 | 39 | 50 |
|  | 12.  | Ceprano      | 16 | 26 | 6  | 4 | 16 | 26 | 47 |
|  | 13.  | Aquino (-1)  | 10 | 26 | 4  | 3 | 19 | 38 | 86 |
|  | 14.  | Velletri     | 9  | 26 | 2  | 5 | 19 | 17 | 76 |

Legenda:
      Ammessa alle finali regionali.
      Retrocessa in Seconda Categoria Lazio 1960-1961.
Regolamento:
Due punti a vittoria, uno a pareggio, zero a sconfitta.
Note:
Aquino ha scontato 1 punto di penalizzazione.

## Girone finale
|  | Pos. | Squadra          | Pt | G | V | N | P | GF | GS |
|  | ---- | ---------------- | -- | - | - | - | - | -- | -- |
|  | 1.   | A.Be.T.E.        | 9  | 6 | 4 | 1 | 1 | 6  | 3  |
|  | 2.   | Civitavecchiese  | 7  | 6 | 3 | 1 | 2 | 11 | 9  |
|  | 3.   | STEFER Roma      | 5  | 6 | 1 | 3 | 2 | 6  | 5  |
|  | 4.   | U.S. Terracinese | 3  | 6 | 0 | 3 | 3 | 4  | 10 |

Legenda:
      Promossa in Serie D 1960-1961.
Regolamento:
Due punti a vittoria, uno a pareggio, zero a sconfitta.